# Bagtown (Maryland)
Bagtown es un lugar designado por el censo ubicado en el condado de Washington en el estado estadounidense de Maryland. En el Censo de 2010 tenía una población de 333 habitantes y una densidad poblacional de 235,48 personas por km².

## Geografía
Bagtown se encuentra ubicado en las coordenadas 39°34′59″N 77°36′50″O / 39.58306, -77.61389. Según la Oficina del Censo de los Estados Unidos, Bagtown tiene una superficie total de 1.41 km², de la cual 1.41 km² corresponden a tierra firme y (0%) 0 km² es agua.

## Demografía
Según el censo de 2010, había 333 personas residiendo en Bagtown. La densidad de población era de 235,48 hab./km². De los 333 habitantes, Bagtown estaba compuesto por el 97% blancos, el 2.1% eran afroamericanos, el 0% eran amerindios, el 0% eran asiáticos, el 0% eran isleños del Pacífico, el 0% eran de otras razas y el 0.9% pertenecían a dos o más razas. Del total de la población el 0.9% eran hispanos o latinos de cualquier raza.